# よにんでSUPER☆TEUCHI☆LIVE
『よにんでSUPER☆TEUCHI☆LIVE』（よにんでスーパーテウチライブ）とは、樹元オリエ、榎本温子、五條真由美、うちやえゆかの4人によって2007年（平成19年）より定期的に行われているライブイベント。通称（略称）はテウチまたはテウチライブ。この項では発足当初の『よにんでSUPER☆TEUCHI☆LIVE』および『みんなで（みんなそろって♪）SUPER☆TEUCHI☆LIVE』『よにんでSUPER☆TEUCHI☆MIX!!』も合わせて解説する。

## 概要

### 成り立ち
2006年から2007年にかけて放映された『ふたりはプリキュア Splash Star』での共演をきっかけとして番組終了後も親交があった、主演声優である樹元と榎本、主題歌を歌唱する五條とうちやえの4人が「せっかく4人揃っているのだから、このメンバーで何かやりたい」「せっかく番組でいろんな歌を作ってもらったのだから、これらの楽曲を活かす機会を持ちたい」という趣旨の元、発起主催者となって、商業ベースによらないかたちで企画された、ほぼ手弁当のライブイベント。参加スタッフは主に4人（特に榎本と五條）の趣味および仕事仲間によって構成されており、すなわちTEUCHIとは「（自分たちの）手で（興行を）打つ」を表す。主催4人以外にも、バックバンドを含むレギュラーのサポートメンバーとして伊福部崇、大石憲一郎なども参加している。
上記のようにプリキュアシリーズをきっかけとして発生したイベントであるが、一方でシリーズの版権元である東映アニメーション・朝日放送・マーベラス・アサツー ディ・ケイなどに代表されるプリキュア関連の公式メディア会社は現時点まで開催に対して積極的には関わっていない。そのため成立過程からプリキュア関連のイベントとしてみなされる事もあるが、公式（商業的）にはプリキュアのイベントとしては、みなされない。こうした事情を理由として、ライブDVDなどイベントそのものの映像メディア化やライブ・アルバム化は当初より行われていない。また、そうした要望に関しては関係各所への手続きの煩雑さから応える事がほぼ不可能である旨が主催者側より出されている。
主催主体は上記4人およびバックバンドやバックヤードスタッフを含めたメンバーによる「TEUCHI LIVE 実行委員会」名義による。発起4人のうち、デビューから様々な声優ライブイベントに参加して場数を踏んできたためにノウハウを心得ている榎本がイベント全体のトータルプロデュースおよびグッズのデザイン原案を担当。一般事務経験のある五條が経費の金銭管理を担当。うちやえはバックバンドと共にオリジナルソングの制作を担当し、4人の中でもっともライブ経験の浅い樹元がイベント企画の最終確認を担当するとされている。また有限会社スリートゥリーが企画協力者としてイベントに参画している。

### 内容
「プリキュアのイベント」としてではなく「アーティストのライブ」というスタンスで行われているイベントであるため、ライブ内では『ふたりはプリキュア Splash Star』での使用曲のほか、他番組のキャラクターソング、また本ライブのオリジナル音楽（通称：テウチソング）も制作され、披露される。また、朗読劇や出演者によるクイズコーナーなど、歌に限らない演目があるのも特徴の1つである。ライブは主に昼夜2部構成で、昼と夜で内容がほぼ入れ替わることも多い。
会場はライブハウスが主である。特に夜の部にいたっては晩の9時過ぎまでかかることが多い。そのため年少者の参加に関しては、現時点では常識に基づく保護者および周囲各々の自己責任による対応が求められている。（手弁当のイベントであるため主催側が年少者関連のトラブルに関して対応や責任をとることが不可能とされている）

### 告知
第1期となる『SUPER☆TEUCHI☆LIVE』期(第1回～第4回)まではエキサイト社のアニメニュースポータル「エキサイトアニメ」と連動した情報発信を行っていた。第2期となる『SUPER☆TEUCHI☆MIX!!』期(第5回以降)からは、主催者主導のライブと言うこともあって、必ずしも各人の事務所の公式サイトに記載されるわけではなく、情報の発信は発起4人(特に榎本)のブログやTwitter上が中心となっていた。2013年11月からSEGAコミュニティーサイト「it-tells」にオフィシャルコミュニティが開設され、一時期公式の情報発信の場となっていたが、2016年4月をもって「it-tells」がサービスを終了したため、再び以前の状態に戻った。その後2016年12月にテウチの公式Twitterアカウントを開設、今後はこのアカウントで情報発信が行われることになる。
また年度において最初に開催されるテウチライブに関しては、主催4人のうちの誰かが関わるウェブラジオにて告知が行われる事が通例化している。これに関しては後述を参照。

## 来歴

### TEUCHI☆LIVE
（※ファンミーティング・HELLO 2016・ONLINEは1部構成、それ以外は昼夜2部構成）
- よにんでSUPER☆TEUCHI☆LIVE - 2007年5月6日（渋谷TAKE OFF 7）
- よにんでSUPER☆TEUCHI☆LIVE - 2007年11月11日（初台DOORS）
  - ゲスト：山口勝平。オリジナル曲『ST STARS☆彡（Super Teuchi STARS☆彡）』『似たものどうし（咲とフラッピのことを歌った曲）』初披露。
- みんなでぷちTEUCHI LIVE - 2009年1月17日（渋谷7th FLOOR）
  - トーク中心のライブ。ゲスト：山口勝平／千葉一伸／松来未祐。
- みんなでSUPER☆TEUCHI☆LIVE　～ Friend×Friend～ - 2009年6月21日（初台DOORS）
  - ゲスト：三瓶由布子／前田愛。渡辺英雄が飛び入り。オリジナル曲『Friend×Friend』『ひまわり』初披露。
- みんなそろって♪SUPER TEUCHI LIVE☆〜1日限りの大集合!!〜 - 2010年5月2日（Shibuya DUO MUSIC EXCHANGE）
  - 出演：うちやえゆか／五條真由美／樹元オリエ／榎本温子／工藤真由／本名陽子／前田愛／仙台エリ／沖佳苗／中川亜紀子。
  - ゲスト：千葉一伸／野島健児。他に、観客として来場していた田中理恵、松来未祐、渡辺英雄、高木渉、置鮎龍太郎、ゆかなが飛び入り参加。
  - オリジナルCD『Super Teuchi Live ☆ Friend×Friend』発売。
- よにんでSUPER☆TEUCHI☆MIX!! - 2012年6月2日（原宿アストロホール）
  - オリジナル曲『ウキ☆ノリBoom!!』初披露。トークコーナーの復活。
- よにんでSUPER☆TEUCHI☆MIX!! in OSAKA - 2012年10月7日（心斎橋 OSAKA GRAND Cafe）
  - 初の関西開催。
- よにんでSUPER☆TEUCHI☆MIX!! 2013 -UkiNori♪Time- - 2013年7月13日（初台DOORS）
  - オリジナル曲『Again』を発表。『ウキ☆ノリBoom!!』とカップリングでCDを販売開始。
- よにんでSUPER TEUCHI MIX 2013アンコール -UkiNori Christmas-- 2013年12月15日（青山Future SEVEN）
  - オリジナル曲『Life goes on!』をワンコーラスのみ発表。朗読劇コーナーの登場。
- よにんでSUPER TEUCHI MIX 2014 -Life goes on!- - 2014年6月22日（初台DOORS）
  - オリジナル曲『Life goes on!』フルコーラス発表。
- よにんでTEUCHI MIX Fan Meeting at マジスパ2014 - 2014年12月16日（マジックスパイス下北沢店）
  - 初のファンミーティング。ミニライブ・サイン会等を実施。
- よにんでSUPER TEUCHI MIX 2015 -Shooting 4 Star♪- - 2015年6月27日（初台DOORS）
  - オリジナル曲『ICE CREAM』フルコーラス発表。
- SUPER TEUCHI MIX!! HELLO 2016 - 2015年12月31日（渋谷TSUTAYA O-nest）
  - 夕方開始のトークライブ「Talk Party」（ゲスト：千葉一伸）と、夜開始で初のカウントダウンライブ「Countdown Party」（ゲスト：工藤真由／前田愛）の2部構成。
- よにんでSUPER TEUCHI MIX!!〜Reunion〜 - 2017年3月5日（渋谷TAKE OFF7）
  - ゲスト：千葉一伸（第1部トークコーナーMC）、工藤真由（第2部）。
  - オリジナル曲『つながる世界と未来への紙飛行機』フルコーラス発表。
- よにんでSUPER TEUCHI 10th LIVE! 〜10＋α〜 - 2017年12月10日（初台DOORS）
  - ゲスト：千葉一伸（第2部演奏の『We are ぱわすぽ!』コーラスリーダー。本来は観客として来ていたものが、舞台上の4人の要請により急遽、飛び入り出演）
  - TEUCHI LIVE10周年記念ライブ。記念アルバム『10＋α』収録曲を中心としたセットリスト構成となった。
- よにんで SUPER TEUCHI STATION ONLINE - 2021年5月8日（日清食品 POWER STATION [REBOOT]）
  - 新型コロナウイルス感染症に配慮し、無観客の配信ライブとして開催。

### TEUCHI☆LIVE以外の出演
- Magical☆Voice☆Party! -silent & noisy night- - 2009年12月10日（テレビ朝日多目的スペースumu）
  - 緒方恵美プロデュースで行われた5Daysイベントの2日目。TEUCHIメンバーとマリオン（山本麻里安＆榎本温子）の合同ライブ。進行：緒方恵美。
- 気仙空想文化祭 - 2019年9月29日（キャッセン大船渡エリア特設会場）
  - アニメ・特撮ソングのライブやDJイベントを核にしたイベントで、TEUCHIメンバーとして出演。構成・MC：鈴木美潮。

## 物販・グッズ
SUPER☆TEUCHI☆LIVEのオリジナルグッズとして各開催回毎に対応したオリジナルデザインによるTシャツとサイリウムが初回より販売されている。また、マフラータオル・専用マグカップ・スマホカバー・夫婦箸・トートバッグ（エコバッグ）など、開催ごとに各種様々なグッズが制作・販売される。これらグッズおよび後述するCDは基本的に本ライブ費用の補填に充てるために販売されているものである。
グッズおよび後述するCDのジャケットのデザインは榎本温子の原案を元にデザイナーのDYOが行っている。

## オリジナルCD
当ライブで歌唱するため制作されたオリジナル楽曲（テウチソング）をまとめたCDが発売されている。

### Super Teuchi Live ☆ Friend×Friend
テウチ初のリリースCDにして『みんなそろって♪SUPER☆TEUCHI☆LIVE』までの楽曲の中で好評だったものをまとめたインディーズ発行によるミニアルバム。全6曲収録。インディーズレコード会社であるU-Prime（ユープライム）より2010年5月19日付にて発売（ただし同年5月2日の『みんなそろって♪SUPER☆TEUCHI☆LIVE』にて先行販売）。同社サイトより通販され、またインディーズを扱っているレコード店ならば取り寄せも可能。また後にiTunes対応としてiTunes Storeにて電子コンテンツ販売も行われた。
収録曲
1. ST STARS ☆彡（Super Teuchi STARS ☆彡）
作詞：五條真由美 / 作曲：うちやえゆか / 編曲：大石憲一郎 / 歌：樹元オリエ・榎本温子・五條真由美・うちやえゆか
2. Girls Power, forever
作詞：青木久美子 / 作曲・編曲：大石憲一郎 / 歌：樹元オリエ・榎本温子・五條真由美・うちやえゆか
3. ひまわり
作詞：樹元オリエ / 作曲：うちやえゆか / 編曲：大石憲一郎 / 歌：樹元オリエ
4. Happy Rainy Day
作詞・作曲：うちやえゆか / 編曲：大石憲一郎 / 歌：榎本温子
5. Sing for Future
作詞：竹之内基裕 / 作曲：湊千奈美 / 編曲：大石憲一郎 / 歌：五條真由美・うちやえゆか
6. Friend×Friend
作詞：五條真由美 / 作曲：うちやえゆか / 編曲：大石憲一郎 / 歌：樹元オリエ・榎本温子・五條真由美・うちやえゆか

### ウキ☆ノリBOOM!!
2013年7月13日、頒布開始。テウチ初のシングルCD。カップリング曲の『Again』は五條にとって初の作曲担当楽曲でありテウチソングとしても初のバラードソング。本作もインディーズCDとして発売されたが音楽出版社を通しての制作ではなく、かつJASRAC非信託曲となっている（初回プレスにはJASRACの信託表示が無い）。『Friend×Friend』と異なり通販・取寄を含むインディーズ専門店ほかでの一般店頭販売・電子コンテンツ販売には非対応となっており、入手はテウチライブ物販での頒布のみに限られている。ただし『SUPER TEUCHI MIX!! HELLO 2016』での物販をもって初回プレス分が完売しており、再プレスの予定も無いため、2017年3月現在同物販においても入手はできない。
収録曲
1. ウキ☆ノリBoom!!
作詞：五條真由美 / 作曲・編曲：大石憲一郎 / 歌：樹元オリエ・榎本温子・五條真由美・うちやえゆか
2. Again
作詞・作曲：五條真由美 / 編曲：大石憲一郎 / 歌：樹元オリエ・榎本温子・五條真由美・うちやえゆか

### 10+α
2017年でテウチ開始10周年になったことから、それを記念したアルバムを制作することが発表された。制作に当たってはCAMPFIREを使用して、アルバムの制作及び12月のライブ開催を目的としてクラウドファンディングで制作費を募った。アルバム制作は大石憲一郎がサウンドプロデュースを担当、松井五郎、岩崎貴文、桃井はるこ、PolyphonicBranch、中畑丈治、伊福部崇、青木久美子、六ツ見純代が制作に参加する。
収録楽曲としてはライブ発表済みの「Life goes on!」「つながる世界と未来への紙飛行機」「ICE CREAM」とシングルリリース済みの「ウキ☆ノリBoom!!」「Again」のほか、樹元と榎本それぞれのソロ曲、五條とうちやえのデュエット曲など全11曲となっている。
前述した『Super Teuchi Live ☆ Friend×Friend』と同じくU-Primeからのリリースとなったため、収録曲がiTunesをはじめとする音楽配信サイトによって配信されるとともに、著作権がJASRAC信託となった。前述したシングルCD『ウキ☆ノリBOOM!!』の収録曲に関しても本CDの発売に伴い改めてJASRAC権利信託曲となっている。
収録曲
1. 10+α
作詞：青木久美子 / 作曲・編曲：大石憲一郎 / 歌：樹元オリエ・榎本温子・五條真由美・うちやえゆか
2. Icecream
作詞・作曲：五條真由美 / 編曲：大石憲一郎 / 歌：樹元オリエ・榎本温子・五條真由美・うちやえゆか
3. ウキ☆ノリBoom!!
作詞：五條真由美 / 作曲・編曲：大石憲一郎 / 歌：樹元オリエ・榎本温子・五條真由美・うちやえゆか
4. 微笑みの花束
作詞：六ツ見純代 / 作曲・編曲：中畑丈治 / 歌：樹元オリエ
5. Start up wonder
作詞：松井五郎 / 作曲・編曲：大石憲一郎 / 歌：榎本温子
6. つながる世界と未来への紙飛行機
作詞・作曲・編曲：山上智矢（PolyphonicBranch） / 歌：樹元オリエ・榎本温子・五條真由美・うちやえゆか
7. サカサマノソラ
作詞：伊福部崇 / 作曲・編曲：大石憲一郎 / 歌：五條真由美・うちやえゆか
8. We are ぱわすぽ!
作詞・作曲 桃井はるこ / 編曲：大石憲一郎 / 歌：樹元オリエ・榎本温子・五條真由美・うちやえゆか
9. Life goes on!
作詞：うちやえゆか / 作曲：岩崎貴文 / 編曲：大石憲一郎 / 歌：樹元オリエ・榎本温子・五條真由美・うちやえゆか
10. Again
作詞・作曲：五條真由美 / 編曲：大石憲一郎 / 歌：樹元オリエ・榎本温子・五條真由美・うちやえゆか
11. トゥッティ!（Thank you track）
作詞・作曲：ZAQ / 編曲：大石憲一郎 / 歌：樹元オリエ・榎本温子・五條真由美・うちやえゆか
今回収録された中で唯一の非オリジナル曲（『響け!ユーフォニアム』第1期ED主題歌のカバー、オリジナル：北宇治カルテット（黄前久美子（黒沢ともよ）、加藤葉月（朝井彩加）、川島緑輝（豊田萌絵）、高坂麗奈（安済知佳）））。

## 関連ラジオ番組
テウチライブは開演が近づくと、メンバーが出演するウェブラジオ番組にて告知を行う事が、ほぼ通例化している。特に春夏期における、その年最初に行われるテウチライブで顕著であり、該当番組が無い場合は特番枠で告知番組を放送する事もある。
テウチの告知が行われた主な番組
- ラジオ! 転寝日和Neo（2007年〜2009年）
  - 五條がメインパーソナリティを務めていた番組。2009年よりうちやえもメインパーソナリティとして参画。なお2007年（第1〜2回）のライブのみ本番組放送開始以前の開催のため告知されていない。
- あつことまりあのマリオン学院 放送部!（2008年〜2012年）
  - 榎本温子と山本麻里安がメインパーソナリティを務めていた番組。テウチライブ直前に樹元・うちやえ・五條が告知のためにゲスト出演している。また番組の構成作家は伊福部が務めていた。
- ラジオでテウチMIX!!（2013年）
  - 当時、告知できるラジオ番組の枠が存在しなかったことから組まれた特番。スタッフは『マリオン学院』とほぼ共通で構成作家である伊福部の伝により確保された枠でもある。
- 吉田仁美のプリキュアラジオ キュアキュア♡プリティ（2014年6月7日）
  - ABCラジオで放送された地上波AM放送でのプリキュアシリーズ10周年記念番組。樹元と榎本がコンビでゲスト出演し、その時にライブ名こそ出さなかったものの、本ライブの告知を行っている。
- 浅野真澄・生天目仁美のHiBiKi当千（2014年）
  - 2014年5月8日配信分に榎本と樹元がゲスト出演して本ライブを告知。同ラジオの構成担当が伊福部であった事から実現した。当時、生天目がプリキュアシリーズ（プリキュアオールスターズ）での共演者つながりとして二人を紹介したが、浅野の方は樹元を声優ユニット「KiraKira☆メロディ学園」の同輩として紹介した。
- SUPER TEUCHI RADIO Happy icecream (2015年)
  - 2015年6月17日にBBstationにて放送。2013年の『ラジオでテウチMIX!!』同様、当時、告知できるラジオ番組の枠が存在しなかったことから組まれた特番。
- アニソン・アカデミー（2017年5月27日）
  - NHK-FMの地上波FM放送番組。メインパーソナリティである中川翔子の舞台出演に伴う代理パーソナリティとして4人揃って出演。「ふたりはプリキュア Splash Star同窓会」として同作品の思い出を語るとともに、本ライブの紹介や10周年記念企画のクラウドファンディングの案内を告知。また、本ライブをラジオで再現するというコンセプトでテウチソングによるスタジオライブも行われた。